# 야마다이카미촌
야마다이카미촌(일본어: 山直上村)은 [일본]] 오사카부 미나미군·센난군에 설치되었던 촌이다. 현재의 기시와다시에 해당한다.